# Васильев, Геннадий Павлович
Генна́дий Па́влович Васи́льев (10 августа 1940, Челябинск — 1 сентября 1977, Челябинск) — советский бард
 и музыкально-общественный деятель, турист, инженер-конструктор.

## Биография
Родился 10.08.1940 в Челябинске, окончил металлургический факультет Челябинского политехнического института (1963), после выпуска работал в отделе главного конструктора завода «Электромашина». Со студенческих лет занимался спортивным туризмом — водным и горным, участвовал в походах высшей категории сложности.
Писал стихи и песни, среди которые наиболее известны «Моя родина — Урал», «Маэстро Ледоруб», «Ещё раз о горах», «Песня байдарочников». Исполнял свои песни под гитару, самостоятельный аккомпанемент освоил незадолго до смерти. Один из основателей областного КСП (1970) и Ильменского фестиваля авторской песни (1973). Лауреат фестивалей авторской песни: Ильменского (1973—1977), Грушинского (1972 — сольно как автор и в составе ансамбля, 1973, 1975 — автор, 1976 — специальный приз), фестивалей в Киеве (1973), Минске, Воронеже, Свердловске. Организатор и ведущий концертов авторской песни в Челябинске.
Умер 1.09.1977 в Челябинске от онкологического заболевания, некоторые источники ошибочно указывают, что погиб в горах.

## Память
Памяти Геннадия Васильева посвящена песня, написанная Юрием Визбором при участии Дмитрия Сухарева, Виктора Берковского, Татьяны и Сергея Никитиных, под именем Генка Г. Васильев упоминается в песне «Ильмень» на стихи Натальи Грековой:
Пока восток не запылал,

Не вспыхнул серебром,

Мы будем петь тебе, Урал,

Как Генка пел, споём.
Упоминается в написанном в 1978 году Борисом Вахнюком стихотворении «Песенному фестивалю памяти Валерия Грушина»:
Живут, пока мы живы, Грушин,

Матвеева, Васильев, Крупп.
Традицией актива областного КСП в 1980-90-е гг. были ежегодные вечера «Генкины сентябри», где клуб накануне каждого нового сезона вспоминал Г. Васильева в песнях, стихах, кинофильмах. Песни Г. Васильева традиционно звучат в концертной программе Ильменского фестиваля. Строкой из песни Г. Васильева назван прошедший в Москве в 2024 году слёт бардовского движения — «Чтобы наши песни пели, как свои».